# In der Stille der Nacht
In der Stille der Nacht (Originaltitel: Still of the Night) ist ein US-amerikanischer Thriller von 1982 mit Roy Scheider und Meryl Streep in den Hauptrollen.

## Handlung
Der Film beginnt mit einem nächtlichen Mord und blendet dann über in die Praxis des New Yorker Psychiaters Dr. Sam Rice, denn der Ermordete – George Bynum – gehörte zu seinen Patienten. Rice führt ein geordnetes, fast schon langweiliges Leben ohne viele Höhen oder Tiefen. Dann lernt er die attraktive Brooke Reynolds kennen und verliebt sich in die undurchsichtige Frau, die in einem renommierten Auktionshaus arbeitet. Er bekommt heraus, dass Brooke die Geliebte des Toten war, wobei die polizeilichen Ermittlungen zunehmend darauf deuten, dass Brooke die Mörderin ist. Trotz der erdrückenden Beweislage hält Sam unbeirrt zu Brooke und ahnt nicht einmal ansatzweise, in welchen Schwierigkeiten er sich befindet.

## Kritiken
Das Lexikon des internationalen Films urteilt: „Spannender Thriller, der seinen Reiz vor allem aus dem Milieu der New Yorker Kunstszene bezieht. Während die psychologischen Momente zu lehrbuchhaft geraten und filmisch unzureichend gestaltet sind, kann der Film eine überzeugende Atmosphäre der Beklemmung und Angst vermitteln.“